# I cuori infranti
I cuori infranti è un film in due episodi del 1963 diretto da Gianni Puccini e Vittorio Caprioli. Il film è stato riedito nel 1970 con il titolo Un marito ideale.

## Episodi

### I episodio,La manina di Fatma
- Regia: Vittorio Caprioli
- Cast: Aldo Giuffré, Franca Valeri
- Trama: Un uomo sta per sposarsi, ma la sua ex amante lo fa vacillare.

### II episodio,... E vissero felici
- Regia: Gianni Puccini
- Cast: Nino Manfredi, Norma Bengell
- Trama: Una coppia al limite del surreale, lui casalingo e lei prostituta, in caso di necessità si possono scambiare i ruoli.

## Produzione
Prodotto da Jaboni e Angiolini, il film uscì nelle sale nel 1963 e successivamente, nel 1970, viene riedito dalla PEA con il nuovo titolo Un marito ideale.